# Diecezja Shendam
Diecezja Shendam – diecezja rzymskokatolicka  w Nigerii. Powstała w 2007.

## Biskupi ordynariusze
- Bp James Daman, OSA (2007-2015)
- Bp Philip Davou Dung (od 2017)